# 白馬塩の道温泉
白馬塩の道温泉（はくばしおのみちおんせん）は、長野県北安曇郡白馬村（旧国信濃国）にある温泉。糸魚川と松本を結ぶ塩の道千国街道沿いのいくつかの温泉群を指す。

## 温泉街
周囲にはスキー場が多く存在する。

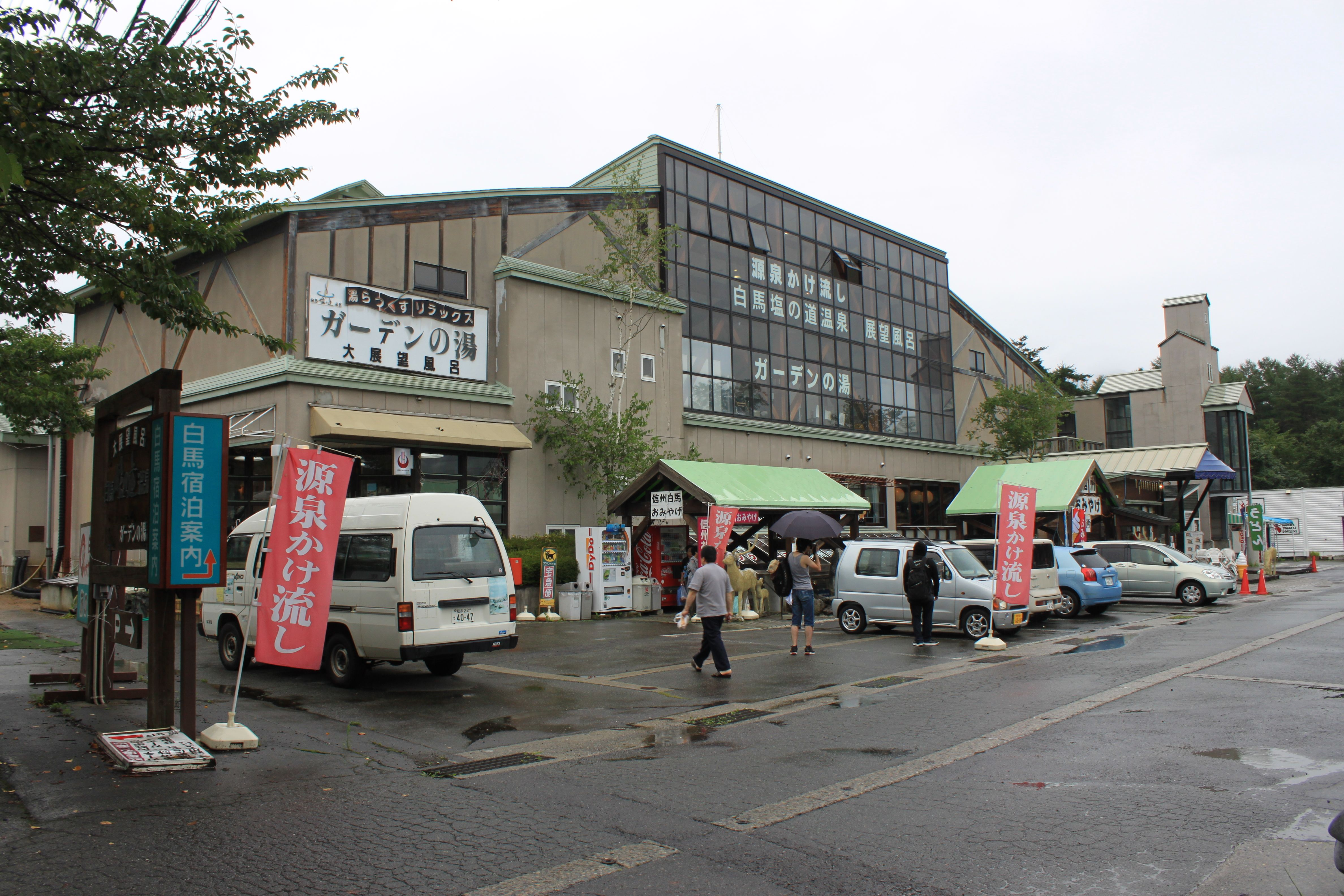
ガーデンの湯（閉館）